# Valle de Sibundoy
El valle de  Sibundoy  o Alto Putumayo se ubica en la cabecera del río Putumayo, al suroeste de Colombia, en las estribaciones del nudo de los Pastos. Administrativamente corresponde al noroeste del departamento del departamento del Putumayo y el oriente del departamento de departamento de Nariño, entre los municipios de Santiago, Colón, Sibundoy y San Francisco.  

## Características
Limita al norte con los cerros Cascabel y Juanoy, hacia el occidente con los cerros de Bordoncillo y Campanero, hacia el sur con el volcán Patascoy y hacia el oriente con los cerros Portachuelo y la Tortuga. Posee una extensión de 526 km², de los cuales 106 km² corresponden a zonas planas y 420 km² a zonas de ladera y montaña.

## Demografía y población
La población total del valle de Sibundoy es de 33 282 habitantes, los cuales descienden en su mayoría de las naciones indígenas que habitaban la región antes de la conquista española (Kamëntŝá e inga). Al tratarse de la frontera septentrional del Imperio inca, en la zona se desarrolló un importante movimiento comercial, especialmente con lo relacionados con plantas medicinales. Por esta causa, el valle es actualmente un sitio de interés para la medicina tradicional y artesanía.

## Municipios del Valle del Sibundoy

### Santiago
Tiene un población 10 776 personas, de las cuales el 40 % son colonos, con una cultura definida por la influencia de los campesinos de otros lugares del país, en su gran mayoría pastusos.

### Colón
Tiene una población 5 651 habitantes, de los cuales el 70% son colonos. El resto de la población pertenece al pueblo inga. En la localidad hay 27 ríos y quebradas, y esta riqueza lo hace merecedor de un importante lugar dentro del turismo local, pues además cuenta con termales que son visitados cada año por miles de turistas.

### Sibundoy
Es el mayor asentamiento del valle, con una población de 15 473 habitantes. Es tradicionalmente un territorio kamsá, que aun conserva sus tradiciones y lengua. Es la capital cultural del Putumayo, en su plaza se distinguen varias esculturas en torno a la planta del yagé. Además, posee bellas construcciones como el colegio Champagnat y su catedral, además de otras pequeñas iglesias. Sibundoy es el mayor punto de movimiento comercial del valle, en donde también hay restaurantes y pequeños hoteles. Un 40% de sus habitantes pertenecen a los grupos indígenas arraigados en la zona.

### San Francisco
Con bellas montañas y cerros, San Francisco se erige como una localidad de gran actividad ganadera. Los grupos étnicos inga y kamsá, quienes tratan de preservar su identidad, hablan su propio dialecto. La mayoría de la población no indígena es de origen foráneo, principalmente pastuso. Tiene una población de 5 567 habitantes, de los cuales casi el 70% son colonos.

## Poblaciones indígenas
El Valle del Sibundoy tiene dos pueblos indígenas de gran importancia cultural y ancestral. Los kamentsá o kamsá cuya traducción significa "hombres de aquí" y la etnia indígena inga, que en su dialecto significa "allegados".

### Los kamëntsá
Los kamentsá o kamsá, fueron los primeros indígenas en habitar el Valle del Sibundoy. Este grupo se caracteriza por la utilización de colores vivos en sus atuendos, predominando el rojo, verde y rosado. Son muy hogareños al punto de que la familia ha sido tema de la literatura aborigen.
Su música es espiritual y de ritmo andino inspirada en el yagé y sus dioses. En la actualidad son católicos, devotos de la Virgen y del Sagrado Corazón de Jesús. Sus mujeres son parteras y sobanderas. Mantienen su lengua nativa, aunque usan el español, producto de la culturización a la que han sido sometidos desde la conquista española.
Su organización económica se fundamenta en la agricultura, en menor grado en la ganadería y en la elaboración de artesanías en madera y collares de cuentas y chaquiras. Su cosmovisión y su fundamento cultural está relacionado con el mundo de las plantas vegetales, en donde la planta sagrada del yagé (Banispterosis Caapi) ocupa el principal lugar, como planta de conocimiento, sanación, comunicación con los espíritus y dueña del espacio del jardín botánico del médico tradicional o taita.
Para los kamentsá todos los seres humanos contamos con un espíritu proveniente de la tierra, todos nos convertimos en semillas en el momento en que, con la muerte regresamos a la tierra. El conocimiento de la medicina tradicional es una de las principales riquezas en su acervo cultural y es además un elemento de intercambio con otras comunidades indígenas.
Con los ingas, antes sus enemigos naturales, hicieron la paz gracias al cacique Carlos Tamoabioy y a su testamento del año 1700, cuando en su lecho de muerte dijo: 

Declaro que no den agravio a los vasallos y gobernadores del dicho pueblo de Sibundoy Grande porque las tierras que tenemos nosotros están amojonadas desde antiguamente.

### Los ingas
Los inga o inganos, son un grupo de origen quechua, descendientes de los mitimaes instalados por el inca Huayna Cápac, quien en la mitad del siglo XV y antes de la caída del imperio en manos de los españoles, fundó una colonia en el Valle del Sibundoy en el Alto Putumayo para controlar los tributos en las fronteras del imperio. Los ingas en la actualidad se encuentran distribuidos en el Valle del Sibundoy, principalmente en el municipio de Santiago, en Mocoa, en la baja Bota Caucana y en el Caquetá. Existen también asentamientos aislados en los municipios de Puerto Leguízamo y Puerto Asís (en el Bajo Putumayo).
La población de este grupo étnico asciende a unos 15 mil habitantes, la mayoría de los cuales hablan la lengua quechua. Su organización económica, al igual que los kamentsá, se basa en la agricultura y la ganadería. También usan las plantas medicinales y por supuesto el yagé (Banisteropsis Caapi), que constituye el fundamento de su cosmovisión. Usan colores como el morado en sus atuendos tradicionales.